# فلويد جاس
فلويد جاس (بالإنجليزية: Floyd Gass)‏ هو مدرب كرة سلة أمريكي، ولد في 30 يناير 1927 في هوميني في الولايات المتحدة، وتوفي في 3 مارس 2006.